# マリア・ルイサ・デ・ボルボーン・イ・バリャブリガの肖像
『マリア・ルイサ・デ・ボルボーン・イ・バリャブリガの肖像』（マリア・ルイサ・デ・ボルボーン・イ・バリャブリガのしょうぞう、西: Retrato de María Luisa de Borbón y Vallabriga, 伊: Ritratto di María Luisa de Borbón y Vallabriga, 英: Portrait of María Luisa de Borbón y Vallabriga）は、スペインのロマン主義の巨匠フランシスコ・デ・ゴヤが1800年頃に制作した肖像画である。油彩。スペイン・ボルボン朝の最初の国王フェリペ5世の孫娘にあたるマリア・ルイサ・デ・ボルボーン・イ・バリャブリガを描いている。長い間、誤って姉である第15代チンチョン女伯爵マリア・テレサ・デ・ボルボーン・イ・バリャブリガを描いた肖像画と考えられていた。現在はフィレンツェのウフィツィ美術館に所蔵されている。

## 人物

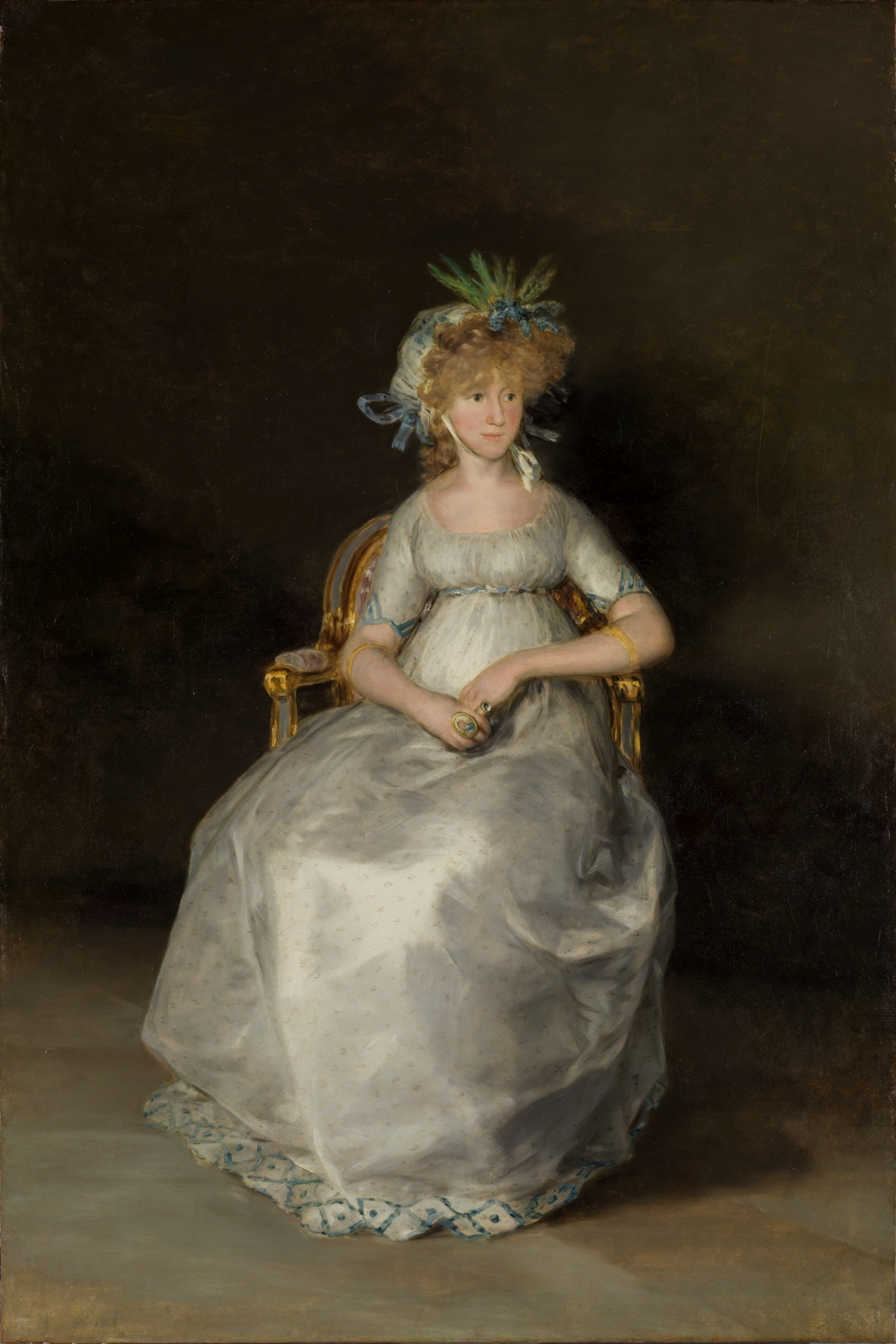
ゴヤの『チンチョン女伯爵の肖像』。1800年。プラド美術館所蔵。

マリア・ルイサは1783年に父ルイス・アントニオ・デ・ボルボーン親王とアラゴンの下級貴族出身の妻マリア・テレサ・デ・バリャブリガ・イ・ロサスの末娘として生まれた。父ルイス・アントニオは国王フェリペ5世の息子であったが、一家はアレナス・デ・サン・ペドロでの隠遁生活を強いられた。1785年に父が死去すると、まだ幼児であった彼女は姉マリア・テレサとともにトレドのサン・クレメンテ修道院に送られた。彼女の人生が好転したのは姉マリア・テレサがカルロス4世の宰相マヌエル・デ・ゴドイと結婚し、家族の王室への復帰が認められた1797年以降のことである。彼女は1799年まで修道院で暮らしたのち、兄や姉と同様にボルボン姓を回復し、母親が住むサラゴサに住んだ。半島戦争が勃発すると母とともにパルマ・デ・マヨルカに移ったが、気候が合わず、兄ルイス・マリアが避難していたカディスに移った。1817年、33歳になっていた彼女は、初代サン・フェルナンド・デ・キロガ公爵ホアキン・ホセ・デ・メルガレホ・イ・サウリンと結婚。その2年後の1819年に夫がスペインの首相となったため、マリア・ルイサは当時最も著名な女性の1人となった。しかしフランスの介入により立憲政権が崩壊すると、夫妻はパリへの亡命を余儀なくされた。1828年には同様にパリに亡命していた姉マリア・テレサが死去。彼らがスペインに帰国することができたのはフェルナンド7世死後の1834年であった。1846年に死去。父が所有していたボアディージャ・デル・モンテのドン・ルイス親王宮殿の礼拝堂に埋葬された。

## 作品
ゴヤは暗い背景の前に立つマリア・ルイサの全身像を描いている。マリア・ルイサは四分の三正面を向いて立ち、鑑賞者の側に魅惑的な視線を向けて恥ずかしそうに微笑んでいる。ピンクがかった透明感のあるエンパイア様式のドレスを着ている。彼女はブロンドの巻き毛を白い羽根のついた頭飾りでまとめ、イヤリングやミニアチュールの肖像画がはめ込まれたブレスレットなどの宝飾品を身に着けている。身体の前で組んだ手のうち左手に畳んだ扇を持っている。ドレスの胸の下を結ぶために使用しているのは、1800年に授与されたマリア・ルイサ勲章のストライプの帯であり、結び目のすぐ下に勲章の輝きが見える。肖像画の柔らかさと繊細さはモデルの心理的描写とドレスの質感の処理において際立っている。
2008年にサラゴサで開催された展覧会「ゴヤとイタリア」（Goya e Italia）のために行われた修復作業により、画面右背景の古い塗り直しが除去された。またX線撮影を用いた科学的調査により、キャンバスの下部に1つないし2つの頭部の素描が存在していることが明らかになった。バルセロナ大学の教授で美術史家のジョアン・スレダ（Joan Sureda）によると、この頭部素描の外観は《ロス・カプリーチョス》（Los Caprichos）の風刺した人物の顔と似ているという。

## 来歴
夫であるサン・フェルナンド・デ・キロガ公爵は夫妻がスペインに帰国した翌年の1835年に死去した。夫妻には子供がいなかったため、マリア・ルイサは姉マリア・テレサの娘で父ルイス・アントニオの唯一の孫娘である、姪のカルロッタ・ルイサ・デ・ゴドイ・イ・ボルボーンを遺産相続人とする遺言書を作成した。これによりカルロッタはマリア・ルイサが両親や兄から受け継いだ絵画コレクションを相続することになった。カルロッタは一族の遺産のかなりの部分をボアディージャ・デル・モンテの宮殿に保管していたが、その中に本作品も含まれていた。カルロッタは1821年にマヌエル・デ・ゴドイの義理の息子である、ローマのエスカ公爵カミーロ・ルスポリ・イ・ケーフェンヒュラー＝メッチと結婚した。1904年、マリア・ルイサの肖像画は他の絵画とともにフィレンツェに移され、カルロッタの次男ルイス・ルスポリ・ゴドイの子孫の手に渡った。1972年、ウフィツィ美術館に収蔵された。 

## ギャラリー
関連するゴヤの肖像画

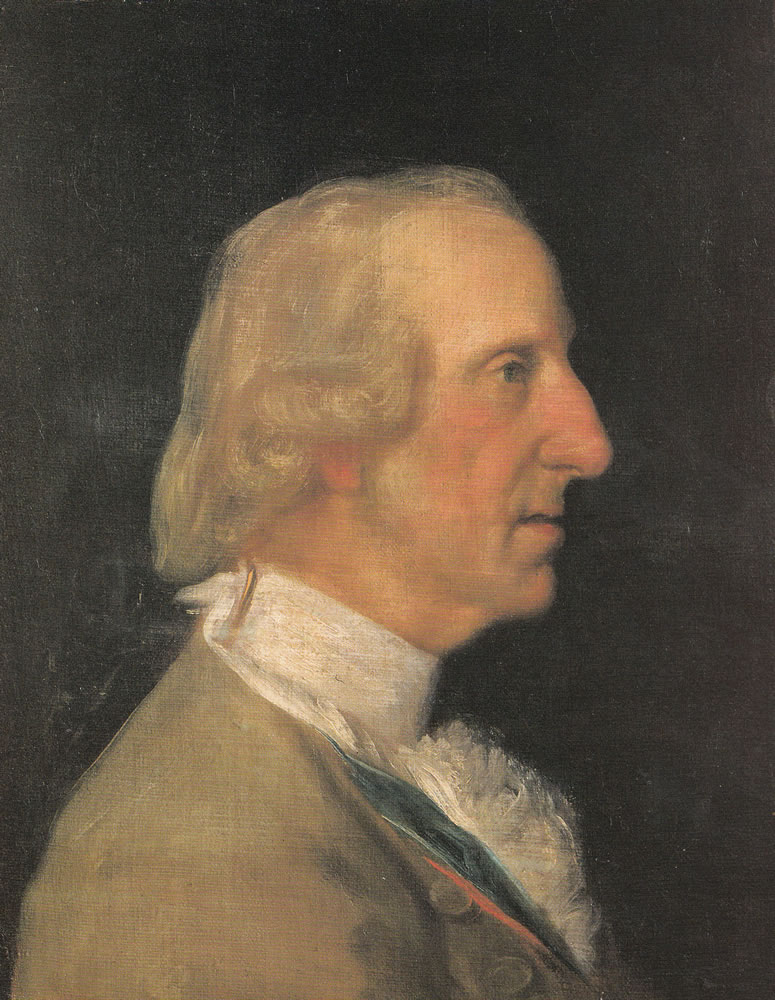
『ドン・ルイス・デ・ボルボーン親王の肖像』1783年 個人蔵
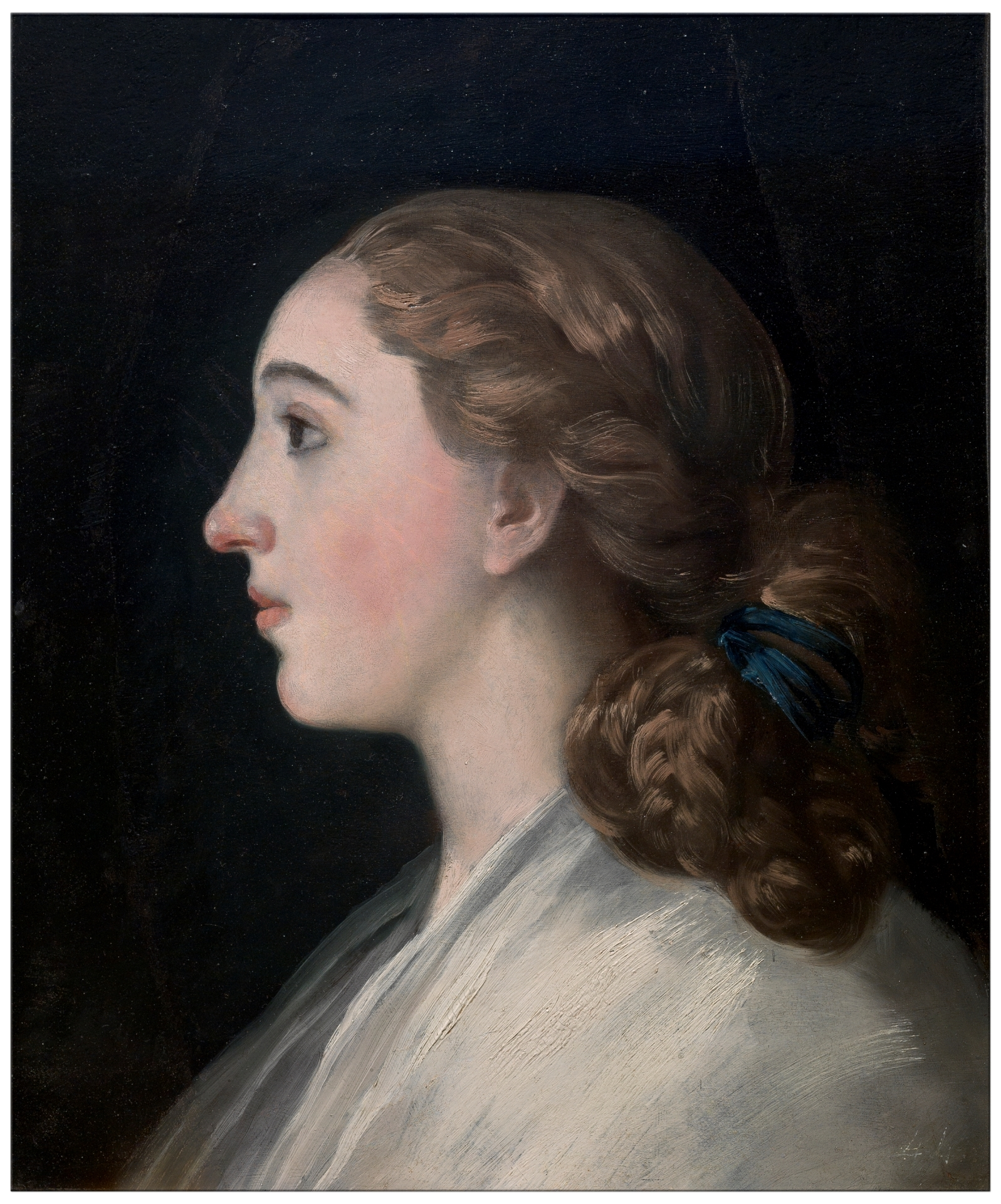
『マリア・テレサ・デ・バリャブリガ・イ・ロサスの肖像』1783年 プラド美術館所蔵
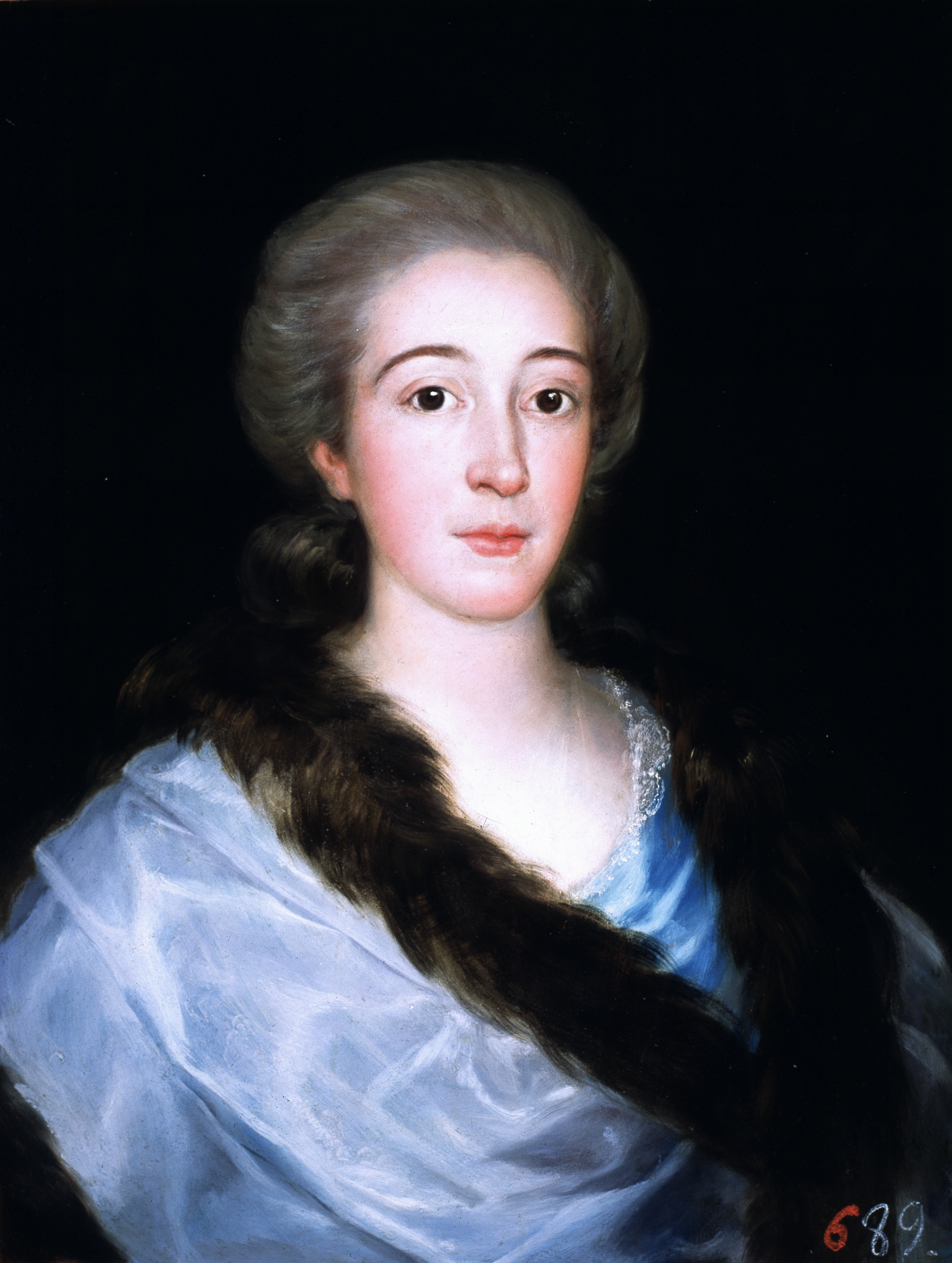
『マリア・テレサ・デ・バリャブリガ・イ・ロサスの肖像』1783年 個人蔵
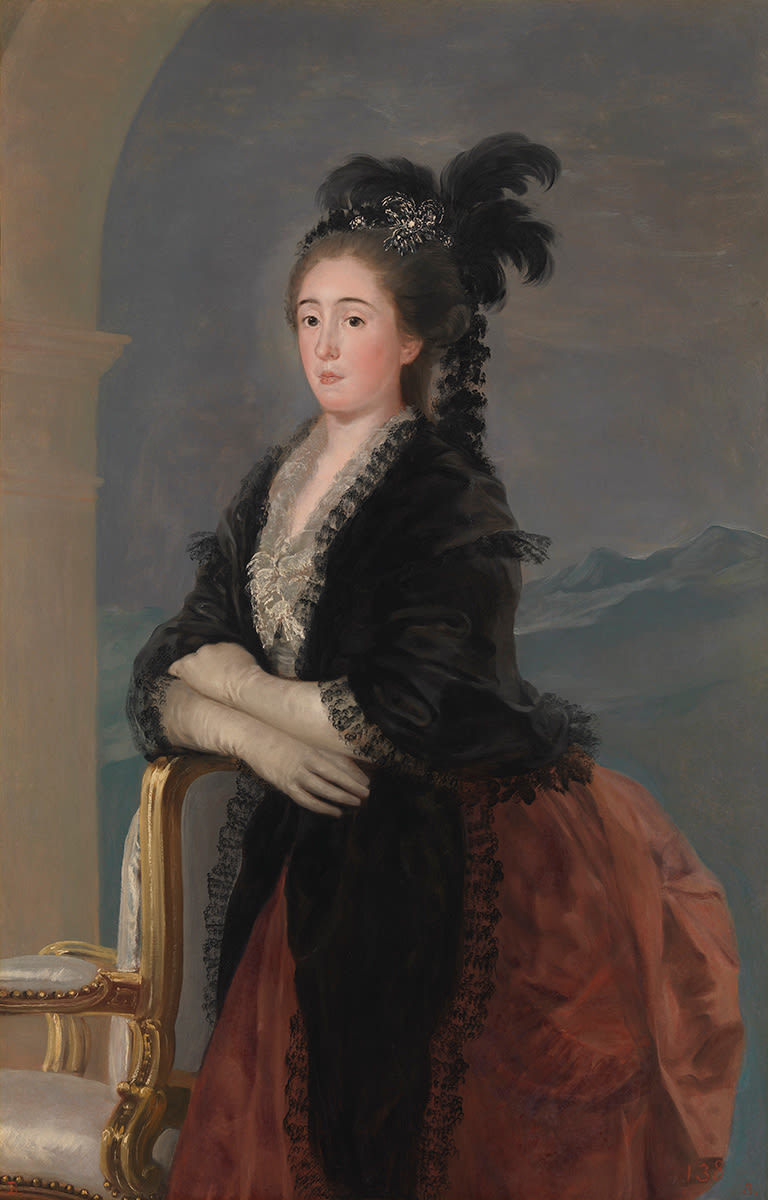
『マリア・テレサ・デ・バリャブリガ・イ・ロサスの肖像』1783年 ノイエ・ピナコテーク所蔵
『マリア・テレサ・デ・ボルボーン・イ・バリャブリガの肖像』1783年 ナショナル・ギャラリー・オブ・アート所蔵[8]
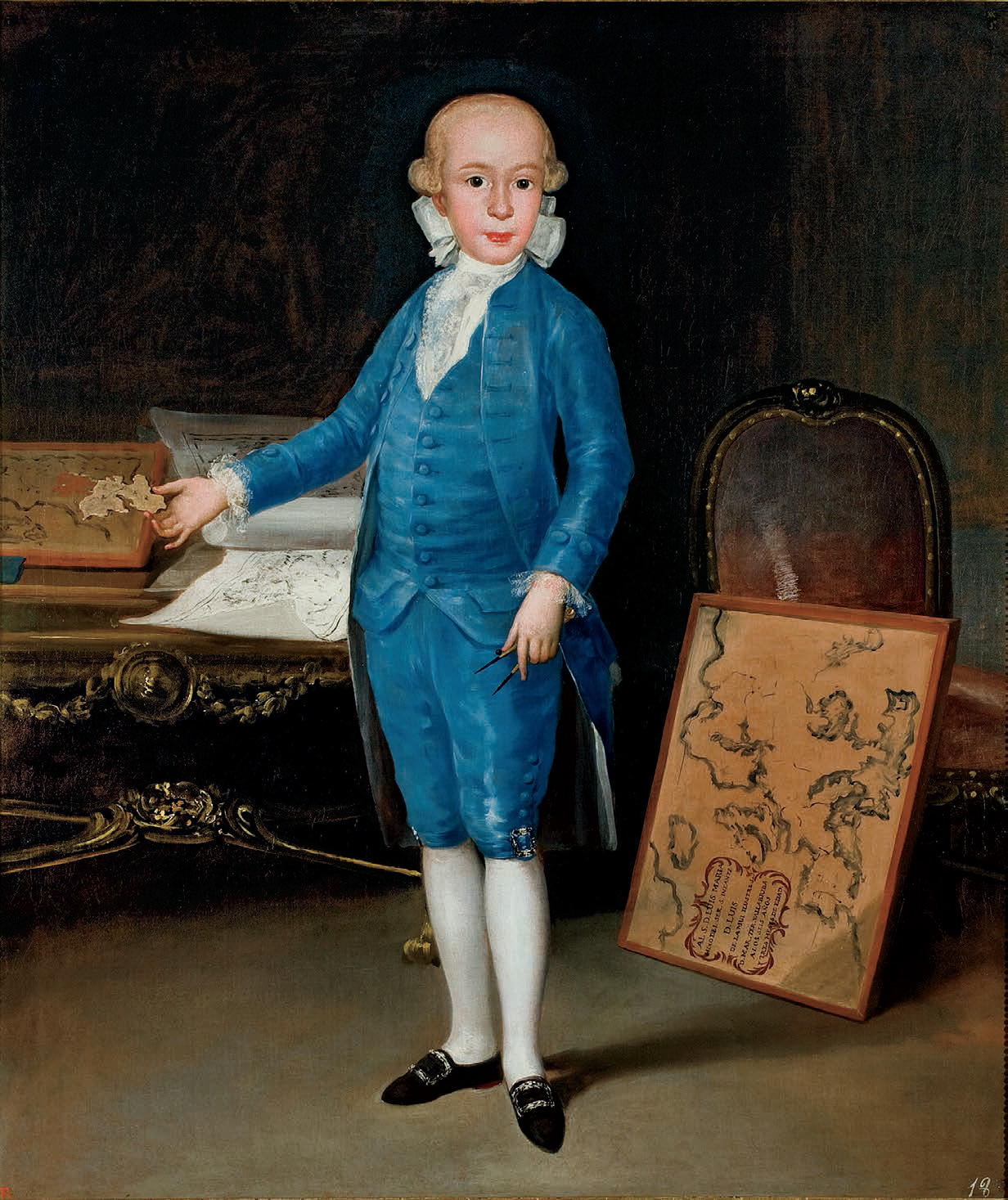
『少年ルイス・マリア・デ・ボルボーン・イ・バリャブリガの肖像』1783年 サラゴサ博物館（英語版）所蔵
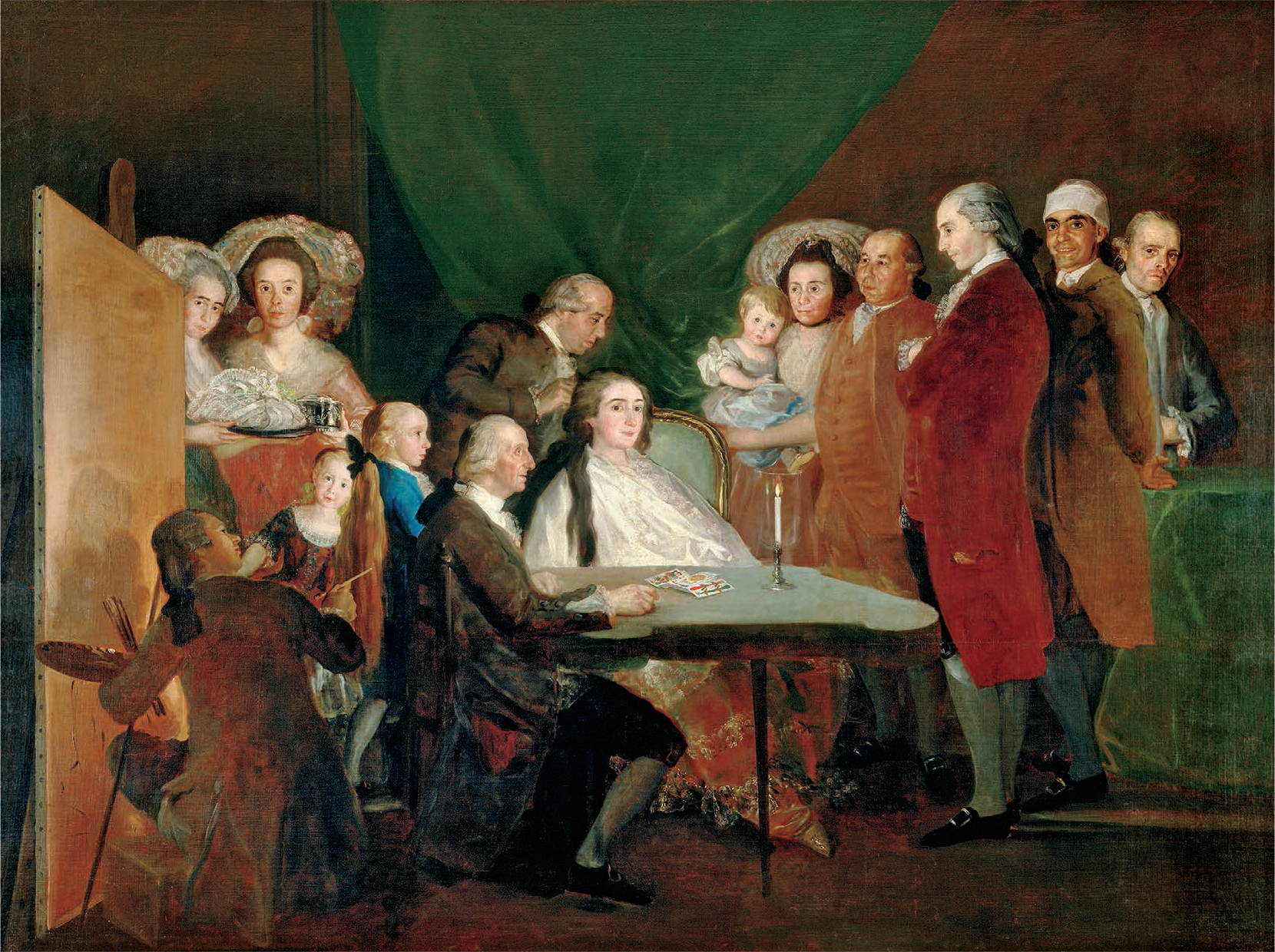
『ドン・ルイス・デ・ボルボーン親王の家族』1784年 マニャーニ・ロッカ財団（英語版）所蔵
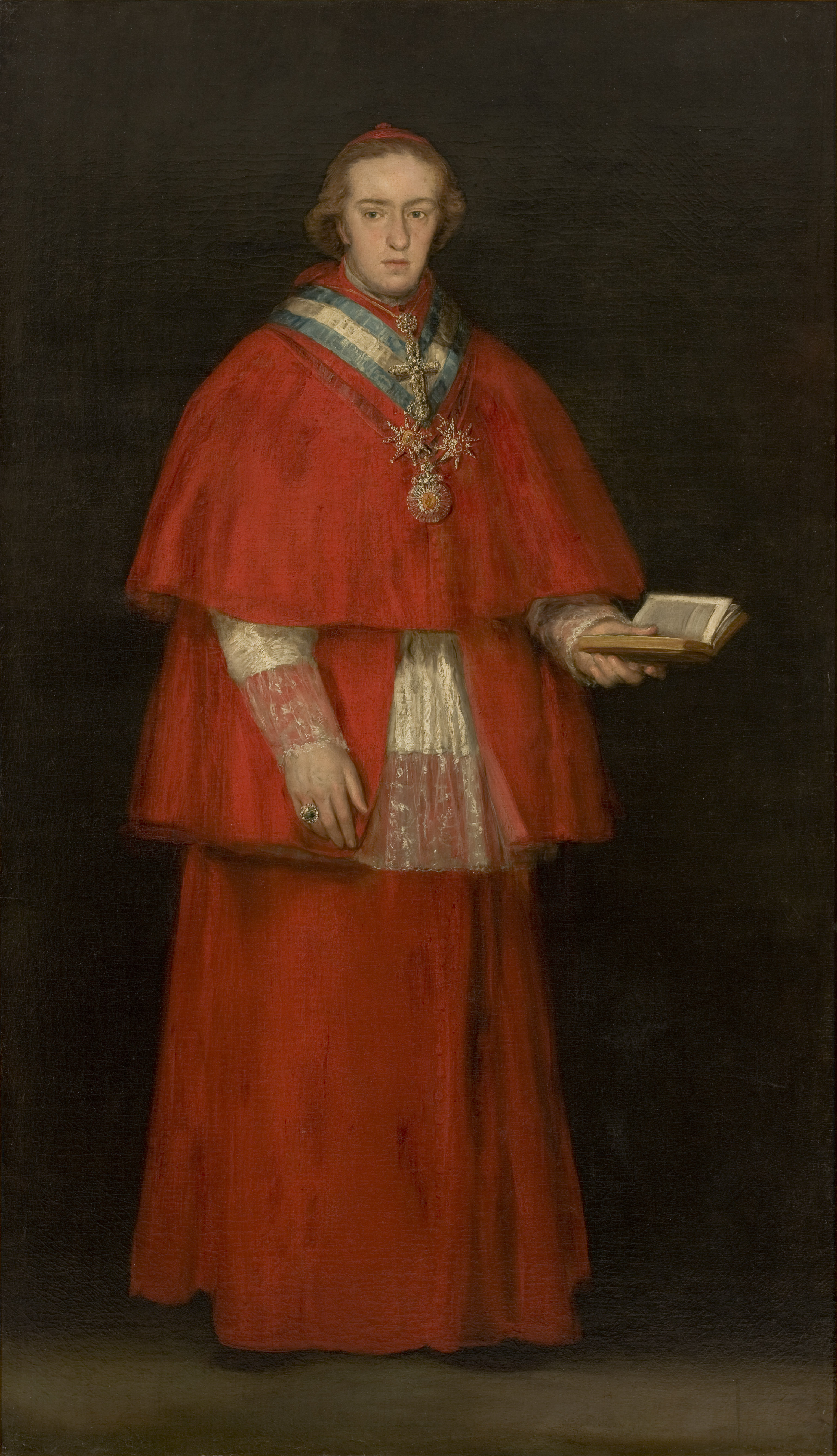
『枢機卿ルイス・マリア・デ・ボルボーン・イ・バリャブリガの肖像』1798年-1800年頃 サンパウロ美術館所蔵